# Ana Rita de Paula
Ana Rita de Paula (São Paulo, 26 de janeiro de 1962) é uma especialista e uma das principais vozes do movimento brasileiro pelos direitos das pessoas com deficiência. Doutora em Psicologia pela Universidade de São Paulo, Ana Rita abordou temas caros aos direitos humanos, em geral, e aos direitos das pessoas com deficiência especialmente, quebrando tabus e contribuindo, como poucos, para o desenvolvimento das políticas públicas no Brasil. 

## Primeiros Anos
Ana Rita nasceu em São Paulo, em 1962. Nasceu com amiotrofia espinhal, uma deficiência congênita progressiva e rara. Deixou de andar por volta dos oito anos, quando passou a usar a cadeira de rodas. Por volta dos 40 anos, perdeu o movimento dos membros superiores. Ambiciosa e independente, saiu da casa de seus pais antes dos 18 anos. Sempre frequentou escolas e instituições públicas, o que considera fundamental para sua formação como indivíduo e como profissional e ativista e divulgadora incansável da educação inclusiva e dos direitos das pessoas com deficiência.

## Educação
Ana Rita tem Graduação em Psicologia (1984), Mestrado em Psicologia Social (1993) e Doutorado em Psicologia Clínica (2000), todos pela Universidade de São Paulo - USP, onde atuou como pesquisadora convidada até o ano de 2004.

Em sua dissertação de mestrado, Corpo e Deficiência, Espaços do Desejo. Reflexões sob(re) a Perspectiva Feminina, Ana Rita aborda questões de saúde sexual e reprodutiva  que esperariam mais de uma década para serem consideradas nas políticas de saúde pública no Brasil.
 
| “                                                                                                   | Enquanto as discussões em torno da inclusão de portadores de deficiência ainda despontam timidamente na sociedade, a psicóloga Ana Rita de Paula, 43, decidiu abordar um tema ainda intocado: a vida sexual de quem tem necessidades especiais. Com Mina Regen e Maria da Penha Lopes, ela escreveu o recém-lançado livro 'Sexualidade e Deficiência: Rompendo o Silêncio' (ed. Expressão e Arte, 124 págs.), que instrui familiares e educadores a vencer o preconceito e a falar sobre o assunto com os deficientes. | ” |
| — Diniz, Tatiana. Sexo sem Barreiras. Folha de S.Paulo, São Paulo, 05/01/2006, Caderno Equilíbrio.; | |   |

Sua tese de doutorado, Asilamento de Pessoas Portadoras de Deficiência, busca compreender os impactos e os mecanismos de sustentação da prática social do asilamento de pessoas com deficiência no Brasil - prática baseada em um modelo assistencial caritativo-custodial no qual predominam serviços filantrópicos e da iniciativa privada, conveniados com o poder público.
 Ana Rita desenvolveu, coordenou e/ou colaborou com diversos estudos sobre os temas deficiência, inclusão social, saúde, reabilitação, educação, assistência e desenvolvimento social e trabalho. Entre seus inúmeros trabalhos publicados, destacam-se:
- Direitos Sexuais e Reprodutivos na Integralidade da Atenção à Saúde de Pessoas com Deficiência; com Fernanda Sodelli. Brasília: Ministério da Saúde, 2009.
- Asilamento de pessoas com deficiência. São Paulo: Memnon Edições Científicas, 2008.
- Sexualidade e Deficiência: Rompendo o Silêncio; com Mina Regen. São Paulo: Ed. Expressão e Arte, 2005.
- A Inclusão da Pessoa com Deficiência: Nova Concepção, Novas Práticas; com Mina Regen. Organização Aron J. Diament e Saul Cypel. Neurologia Infantil. São Paulo: Ed. Atheneu, 2005.
- Facing the Challenge: The Inclusion fo Disabled Children in the Day Nurseries. Network of São Paulo. In: 13th World Congress Of Inclusion International, Melbourne, 2002.

## Carreira
Ana Rita se formou em Psicologia e atua como especialista em planejamento e avaliação de Políticas Públicas.
 
Em 1980, com apenas 18 anos, esteve à frente da criação do NID - Núcleo de Integração de Deficientes. A partir de sua graduação, em 1984, atuou como clínica, professora, coordenadora, assessora e consultora nas áreas de Psicologia, Planejamento e Avaliação de Políticas Públicas para Pessoas com Deficiência nas principais instituições brasileiras, destacando-se:
- Professora na Universidade de São Paulo, de 1984 a 2001.
- Pesquisadora Convidada do Laboratório de Estudos em Reabilitação e Tecnologia Assistiva para pessoas portadoras de deficiência, na Faculdade de Medicina da Universidade de São Paulo, de 1996 a 2004.
- Consultora Técnica do Ministério da Saúde, Governo Federal, de 1991 a 2003.
- Coordenadora, Assessora e Consultora Técnica do Governo do Estado de São Paulo, de 1986 a 2005.

## Prêmios
O trabalho de Ana Rita de Paula foi reconhecido de diversas formas e, em especial, através dos prêmios:
- 2009 - Diploma de reconhecimento pela participação no movimento social de pessoas com deficiência, Governo do Estado de São Paulo
- 2005 - Mulher do Ano na Área de Políticas Públicas, Editora Abril
- 2004 - Prêmio Direitos Humanos da Presidência da Republica na categoria de pessoas com deficiência, República Federativa do Brasil.
- 2001 - Prêmio USP de Direitos Humanos, Universidade de São Paulo

;
;
;

## Ligações Externas
- Novo Olhar para exemplos de mulheres com deficiência e eficiência. D'Avila, Renato. Recife, 13/03/2017[ligação inativa];
- Mulheres com Deficiência que fizeram a diferença;